# Linje (længdeenhed)
 For alternative betydninger, se Linje (flertydig). (Se også artikler, som begynder med Linje)
En linje er i gamle målesystemer en længdeenhed på 1/12 tomme. I det gamle danske målesystem svarer en linje til 2,17954 mm. En linje deles i 12 skrupler.